# ЯМР-спектроскопія білків
ЯМР-спектроскопі́я білкі́в (Ядерна магнітно-резонансна спектроскопія білків; англ. Nuclear magnetic resonance spectroscopy of proteins) — метод структурної біології, в якому ЯМР-спектроскопія використовується для отримання інформації про структуру і динаміку білків

## Значення
Метод ЯМР спектроскопії був розвинутий для застосування з біолічними макромолекулами, серед інших, швейцарськими дослідниками  Ріхардом Ернстом та Куртом Вуртріхом, які були відзначенні Нобелівською премію з хімії 1991 та 2002  року відповідно. ЯМР є універсальним і важливим інструментом у сучасній біомолекулярній науці, здатний давати інформацію про структуру, динаміку і взаємодії білків та нуклеінових кислот та їхніх лігандів. ЯМР-спектроскопія, поряд з рентгеноструктурним аналізом та кріоелектронною мікроскопією, зараз є єдиними методами, які можуть визначати структуру білків з атомною чіткістю. На відміну від рентгенівської кристалографії, ЯМР високого дозволу має можливість вивчати біомолекули в більш природному розчинному середовищі і не вимагає кристалізації. Визначення структури білків за допомогою ЯМР високої чіткості почалося з появою двовимірної спектроскопії на початку 1980-х. Перші двомірні техніки,  які наразі об'єднують під назвою "підхід Вютріха", покладалися повністю на гомоядерні протонні 1Н ЯМР експерименти, (Wuthrich, 2003). Цей підхід є ефективним для дослідження білків вагою до ~ 12 кДа. З поширенням техніки ізотопного маркування рекомбінантних білків та гетероядерної спектроскопії на початку 1990-х розмір білків, придатних для структурних досліджень з високим дозволом, досяг близько 25 кДа і продовжує збільшуватись. Досягнення в гетероядерній спектроскопії були настільки успішними, що підхід Вютріха використовують все рідше, навіть для білків менше 12 кДа. В даний час отриманні структури білків вагою до ~ 25 кДа є рутинною процедурою.  Основним лімітуючим фактором спектроскопії ЯМР є принципово властива їй низька чутливість та ускладнення спектру з ростом молекулярної маси біомолекули. Як наслідок, розмір білків, які можуть бути вивчені з атомним дозволом, є обмеженим.  З розвитком спектрометрів з сильнішими магнітами, кращих зондів і нових спектроскопічних методів, стало можливим дослідження білків з масою до 80 кДа (Тугарінов та ін., 2005). ЯМР може також бути корисним і для більших білкових комплексів, особливо при поєднанні структурних даних низької чіткості з іншими методами, такими як  рентгенівське розсіювання під малими кутами (Sunnerhagen та ін., 1996; Гришаєв та ін., 2005, 2008 ; Wang та ін., 2009). ЯМР також дозволяє досліджувати нестаціонарні процеси, такі як кінетика ферментів (Henzler-Уайлдман та ін, 2007.) та внутрішньомолекулярну динаміку (Ішима і Torchia, 2000; Palmer, 2004).
Динамічно розвивається зараз твердофазний ЯМР, який є дуже багатообіцяючою технікою для визначення структури біомолекул, особливо мембранних білків ( Andronesi та ін, 2005 ; Mc-Дермотт, 2009) та фібрілярних білкових агрегатів (Tycko, 2006).

## Теоретичні основи методу

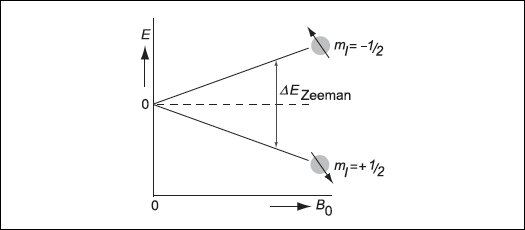
Розщеплення енергетичних рівнів протона у магнітному полі

Головним чинником, який зумовлює можливість ЯМР-спектроскопії є наявність у атомних ядер спіну - квантовомеханічної характеристики елементарної частки, такої ж фундаментальної, як маса або заряд. Спін ядер може приймати цілі або напівцілі значення. Згідно з законами квантової механіки, ядра атомів з цілими спінами не мають магнітного моменту і у зовнішньому магнітному полі енергетичні рівні цих атомів є виродженими, тобто мають однакову енергію. На відміну від них, ядра з полуцілим спіном у магнітному полі демонструють зееманівське розщеплення. Для протона зі спіном 1/2 магнітний момент може приймати значення +1/2 та - 1/2, тоді для нього: 
{\displaystyle \Delta {E_{Zeeman}}=E_{m_{l=-1/2}}-E_{m_{l=1/2}}={1 \over 2}\gamma \hbar B_{0}-\left(-{1 \over 2}\gamma \hbar B_{0}\right)=\gamma \hbar B_{0}\ }
| Ізотоп | {\displaystyle \gamma }(107рад c-1 T-1) | Розповсюженість ізотопу(%) |
| 1H     | 26.752 212 8                            | 99.99                      |
| 13C    | 6.728 284                               | 1.07                       |
| 15N    | −2.712 618 04                           | 0.37                       |
| 31P    | 10.839                                  | 100                        |
| 19F    | 25.181                                  | 100                        |

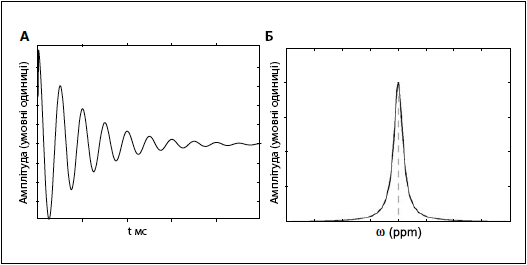
(А) Спад вільної індукції. Косинус-компонента гіпотетичного сигналу. (Б)Частотний спектр.
Фурьє-перетворення поодинокого косинус сигналу дає єдиний пік на частоті процесії ядра. Швидкість спаду зумовлює ширину піку - повільний спад відповідає гострому піку

Наявність у системі декількох рівнів енергії є основою будь-якого спектроскопічного методу. Але на відміну від наприклад, оптичної спектроскопії, реєстрація енергії поглинання або випромінювання неможлива у разі ЯМР через наднизькі значення {\displaystyle \Delta {E}}. Замість цього, використовується підхід під назвою імпульсного перетворення Фур'є. Згідно з розподілом Максвелла — Больцмана у зовнішньому магнітному полі більшість ядер знаходяться на нижчому енергетичному стані, що приводить до об'ємної намагніченості зразку у напрямку прикладеного магнітного поля. Для маніпулювання з цією намагніченістю використовуються радіочастотні імпульси певної довжини та інтенсивності,  які дозволяють змінити напрямок намагніченості ядер. Частіше за все використовують 90° або 180° імпульси. Після прикладення 90° імпульсу сумарний вектор намагніченості ядер не буде орієнтованим уздовж поля, а буде спрямований перпендикулярно до нього. Як тільки перпендикулярна намагніченість буде створена, система починає повертатися в стан з меншою енергією і вектор намагніченості повертається до початкової орієнтації здовж вектора зовнішнього поля, обертаючись навколо нього з певною частотою. Це обертання має назву прецесії. 
Прецесія вектора намагніченості через електромагнітну індукцію, викликає появу струмів у спеціальній котушці спектрометру, який реєструється, як залежний від часу сигнал і має назву спаду вільної індукції. Далі за допомогою математичної процедури, яка має назву швидкого перетворення Фур'є, сигнал перетворюється в функцію частоти, який і є питомим спектром. Частота такого сигналу має назву ларморової,  залежіть від {\displaystyle \Delta {E_{Zeeman}}} та за законом Планка дорівнює :
{\displaystyle \omega =\Delta {E_{Zeeman}}/\hbar =\gamma B_{0}\ }, де {\displaystyle \gamma } має назву гіроскопічного коефіцієнту, і є сталою для кожного ізотопу.

### Хімічний зсув

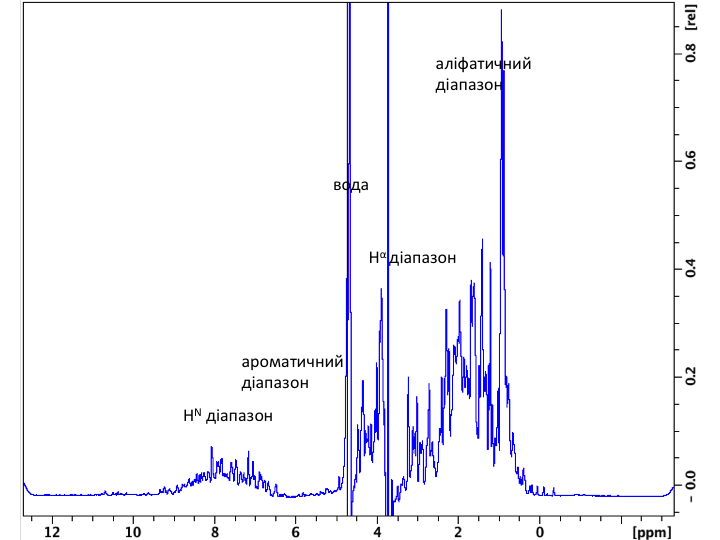
Одномірний ^{1}H ЯМР спектр кальмодуліну (16.8 кДа) 95%/5% H_{2}O/D_{2}O розчин. Характерні діапазони для різних типів протонних ядер указані приблизно. Хімічний зсув приведений у стандартному вигляді - ppm, де 0ppm відповідає ларморовій частоті протона

Якби магнітні властивості ядер не відчували впливу електронів молекули, то спектр будь-якої молекули являв би собою кілька окремих піків від ізотопів з напівцілим спіном, які входять до її складу. Насправді орбітальні електрони молекул створюють мікроскопічні магнітні поля, які посилюють чи послаблюють зовнішнє поле. Це призводить до різниці у значеннях поля для кожного атома у молекулі, і відповідно, до близьких, але різних значень ларморівської частоти для кожного атома у молекулі. Саме цей, так званий хімічний зсув дає спектральну інформацію про хімічну будову молекули. Різниця у частотах атомів з різним оточенням пропорційна силі зовнішнього поля, саме чому роздільна здатність спектрометру росте з ростом сили магнітного поля. Через те, що значення хімічного зсуву відносно ларморової частоти дуже малі, а також для уніфікації усіх ЯМР експериментів, ЯМР спектри відображають у мільйонних частинах (англ. parts per million, ppm) від значення Ларморової частоти. Спектрометри калібруються по резонансній частоті низькомолекулярних сполук (тетраметилсилану або важкої води), що робить можливим порівняння спектрів, отриманих на різних спектрометрах.

### Спін-спінова взаємодія (скалярна)
| Кількість піків | Співвідношення інтенсивностей |
| --------------- | ----------------------------- |
| Синглет         | 1                             |
| Дублет          | 1:1                           |
| Тріплет         | 1:2:1                         |
| Квартет         | 1:3:3:1                       |
| Квінтет         | 1:4:6:4:1                     |
| Секстет         | 1:5:10:10:5:1                 |
| Септет          | 1:6:15:20:15:6:1              |

Схематичний одномірний ^{1}H ЯМР спектр етанолу. Згідно зі спектром, у молекулі є три типи H атомів. Гідроген (H) -OH груп не взаємодіє з іншими, тому утворює синглетний пік, в той час як атоми гідрогену у складі CH_{3}- та CH_{2}-груп взаємодіють поміж собою, форумуючи триплет та кварет піків відповідно.

Ще одним важливим для ЯМР спектроскопії квантовим ефектом є взаємодія спінів ЯМР-активних атомів через хімічний зв'язок між ними. На практиці це приводить до розщеплення піків атомів. Для атомів зі спіном 1/2 взаємодія з n аналогічними атомами приводить до n+1 мультиплету з інтенсивністю піків яка підпорядковується трикутнику Паскаля. Важливо, що зв'язки між ядрами, які хімічно еквівалентні (тобто, мають однаковий хімічний зсув) не мають жодного впливу на спектри ЯМР, а розщеплення піків за рахунок взаємодії атомів, які знаходяться далі ніж за 3 хімічних зв'язки, практично не можливо спостерігати. Винятком є циклічні органічні сполуки, в яких картина розщеплення є складнішою.
Наприклад, у 1H ЯМР спектрі етанолу, піки протонів зі складу групи CH3  поділяються на триплет зі співвідношенням інтенсивностей 1:2:1 через взаємодію з протонами метиленової групи. Аналогічно, піки протонів з групи CH2  розділяються на квартет зі співвідношенням інтенсивностей 1:3:3:1 через взаємодію з протонами CH3. В принципі, два CH2 протони мали б також бути розділені, ще й у дублет з утворенням подвійного квартету через взаємодію с протоном гідроксилу, але міжмолекулярний обмін кислих гідроксильних протонів часто унеможливлює спін-спінову взаємодію з цим атомом.
Спін-спінова взаємодія з будь-яким іншим атомом з напівцілим спіном також приводить до розщеплення піків, але їхня кількість і інтенсивність не підпорядковується правилу трикутника Паскаля через більші квантові числа цих ядер і, відповідно, більшу кількість можливих квантових станів.
Спін-спінова взаємодія дає безпосередню інформацію про сусідні ЯМР-активні ядра в молекулі, що може бути особливо важливим для ідентифікації ядер з однаковим хімічним зсувом у складних багатоядерних спектрах. Однак в деяких випадках, розщеплення піків може бути непотрібним, тому спін-спінова взаємодія конкретного ізотопу може бути деактивована за допомогою спеціальних прийомів.

### Релаксація
У ситуації рівноваги, коли до ЯМР активних ядер прикладено зовнішнє магнітне поле {\displaystyle B_{0}}, сумарний вектор намагніченості {\displaystyle M_{0}} направлений вздовж поля, а перпендикулярні складові вектора намагніченості {\displaystyle M_{0}=0} (якщо ось z направлена вздовж напрямку поля). У разі прикладання 90° імпульсу, вектор намагніченості потрапляє в площину XY, і починає обертатися з ларморовою частотою. Після закінчення дії імпульсу вектор намагніченості почне повертатися до початкового згідно з: 
{\displaystyle M_{z}(t)=M_{0}\left(1-e^{-t/T_{1}}\right)}
Параметр  {\displaystyle T_{1}} має назву спін-ґраткової релаксації.
Існує інший тип релаксації у ЯМР, який зумовлений тим, що ядра прецесують не абсолютно синхронно, а як група багатьох так званих спінових пакетів. Це приводить до того що з часом сумарний вектор намагніченості від усіх ядер експоненційно зменшується, навіть якщо утримувати його у XY площині. 
{\displaystyle M_{xy}(t)=M_{xy}(0)e^{-t/T_{2}}\,}, де  параметр T2 - так звана спін-спінова релаксація.
У більшості практично важливих випадків  {\displaystyle T_{1}} більше ніж {\displaystyle T_{2}}, тому  значення {\displaystyle T_{1}} використовується як практичний ліміт, впродовж якого реєстрація ЯМР сигналу має сенс.
Для більшості білків значення спін-ґраткової релаксації лежить у інтервалі десятків мс. Як вже було вказане вище, швидкість релаксації безпосередньо впливає на форму піків у ЯМР сигналі, а релаксаційні властивості макромолекул залежать від їхнього розміру, конформації, що робить можливим дослідження динаміки макромолекул за допомогою ЯМР.

### Ядерний ефект Оверхаузера
Даний ефект полягає у зміні інтенсивності  сигналу ЯМР при взаємодії двох ядер через диполь-дипольну взаємодію між ними. Ця взаємодія на відміну від, наприклад, скалярної спін-спінової взаємодії, відбувається без участі молекулярних електронів. Ядерна оверхаузівська взаємодія обернено пропорційна шостому степеню відстані, тому може бути зареєстрована тільки для атомів, які знаходяться в безпосередній близькості. Зміна інтенсивності піків у так званих NOESY експериментах (з англійської Nuclear Overhauser Effect) дає можливість вирахувати так званні дистанційні обмеження між ЯМР активними ядрами, тобто є основою для відтворення структури дослдіжуваної молекули.

## Обчислювання та валідація структури
Визначення структури білків за допомогою ЯМР-спектроскопії зазвичай складається з кількох послідовних стадій, в кожній з яких використовуються свої методи. Стисло, ці стадії включають підготовку зразка, отримання спектру, розпізнавання резонансів, обчислення зв'язків і в результаті обчислення та оцінки структури.